# Fronte Unito della Sinistra
Il Fronte Unito di Sinistra (संयुक्त बाम मोर्चा) fu, in due occasioni, una coalizione della sinistra radicale nepalese.

## Il fronte del 1976
Il FUS fu creato per la prima volta nel 1986, e nel 1990 partecipò alla rivolta del Jana Andolan, e si alleò al Partito del Congresso Nepalese per combattere la monarchia. Il primo FUS era guidato da Sahana Pradhan del PCN(marxista) e composto dai seguenti partiti:
- Partito Comunista del Nepal (marxista-leninista)
- Partito dei Contadini e degli Operai del Nepal
- Partito Comunista del Nepal (Quarta Assemblea)
- Partito Comunista del Nepal (marxista)
- Partito Comunista del Nepal (Krishna Raj Burma)
- Partito Comunista del Nepal (democratico)
- Partito Comunista del Nepal (Tulsi Lal Amatya)

Altri partiti maoisti più radicali formarono il Movimento Popolare Nazionale Unito, giudicando il FUS un'appendice del Partito del Congresso Nepalese.
Il Fronte ebbe fine a seguito della vittoria del 1991.

## Il fronte del 2002
Il 3 ottobre 2002, a seguito dell'abolizione della democrazia da parte della monarchia, alcuni partiti comunisti della sinistra radicale e maoisti formarono nuovamente il Fronte Unito della Sinistra. Questa volta, esso era composto da:
- Partito Comunista del Nepal (marxista)
- Partito Comunista del Nepal (marxista-leninista)
- Partito Comunista del Nepal (marxista-leninista-maoista)
- Partito Comunista del Nepal (Marksbadi-Leninbadi-Maoibadi)
- Partito Comunista del Nepal (unito)

A seguito delle unificazioni di alcuni dei partiti che componevano la coalizione, il Fronte si ridusse a tre partiti. Nel 2006 esso era composto da:
- Partito Comunista del Nepal (centro marxista-leninista-maoista)
- Partito Comunista del Nepal (marxista unito)
- Partito Comunista del Nepal (marxista-leninista)

Il FUS si unì all'Alleanza dei Sette Partiti nel 2005 e nel 2007, a seguito della formazione del governo provvisorio, ogni partiti ne nominò un deputato.
Fra il 2006 e il 2007, il FUS fu investito dalla crisi. Gruppi scissionisti del PCN(ml) e del PCN(cmlm) formarono il Partito Comunista del Nepal (unificato), mentre una scissione dal PCN(mu) portò alla ricostituzione del Partito Comunista del Nepal (marxista), contrario al FUS. Infine, il PCN(cmlm) si unì al Partito Comunista del Nepal (maoista).
Fino al 2013 il FUS era composto da:
- Partito Comunista del Nepal (unificato)
- Partito Comunista del Nepal (marxista unito)

Nel 2013 i due partiti si sono fusi nel Partito Comunista del Nepal.